# 高田一郎 (刈谷市長)
高田 一郎（たかだ いちろう、1908年（明治41年）3月4日 - 1992年（平成4年）2月11日）は、昭和期の政治家。刈谷市長（1959年7月20日～1967年7月19日）。

## 経歴
1908年（明治41年）3月4日、愛知県一宮市に生まれた。父親は公務員。1930年（昭和5年）に明治大学政治経済学科を卒業し、愛知県庁に就職した。土木課、農林課、経済課、食糧課を経て、海部地方事務所長、渥美地方事務所長、中島地方事務所長などを歴任した。

### 刈谷市助役
愛知県額田地方事務所長を務めていた1956年（昭和31年）12月、1955年（昭和30年）から刈谷市長を務めていた竹中七郎によって刈谷市助役に起用された。刈谷市と愛知県のパイプ役を期待された人選である。

### 刈谷市長
1959年（昭和34年）7月の刈谷市長選挙では竹中が2期目に意欲を見せていたが、健康面の不安から出馬を取りやめた。竹中陣営は後継者の擁立を模索し、元刈谷町長・元衆議院議員の大野一造や、刈谷市教育長の巌瀬政美に断られたことで、助役を4年間務めただけの高田が出馬することになった。西三河地方の保守系愛知県議会議員、刈谷市出身のトヨタ自動車工業社長である石田退三、桑原幹根愛知県知事などが高田の応援に入った結果、高田は冨川誠一に対する序盤の劣勢を挽回して刈谷市長に当選した。1959年（昭和34年）9月には東海地方を伊勢湾台風が襲ったが、この災害からの復旧に尽力した経験が、都市計画事業への傾注や市全域の土地改良区の設立などにつながった。
1963年（昭和38年）7月の刈谷市長選挙では、4年前と同じく冨川誠一と対決する可能性があったが、結局は無投票で刈谷市長に再選された。在任中には愛知教育大学を誘致するために国会議員や文部省などに働きかけており、1966年（昭和41年）7月に井ヶ谷地区が指定を受けると井ヶ谷町の用地買収に尽力した。
1967年（昭和42年）7月の刈谷市長選挙では、高田の市長任期中に助役を務めた宮田一松との対決となり、他には日本共産党に推薦された富永宣生も立候補した。前回選挙と同様に、トヨタ自動車工業会長の石田や愛知県知事の桑原らが高田を支持したが、刈谷市中小商工業界らに支持された宮田に大差で敗れた。なお、選挙の一週間後には高田の前任だった竹中が死去している。